# Und Nietzsche weinte (Roman)
Und Nietzsche weinte (orig. When Nietzsche Wept, übersetzt von Uda Strätling) ist ein Roman des amerikanischen Autors und emeritierten Professors für Psychiatrie Irvin D. Yalom aus dem Jahr 1992 (dt. 1994). Die Protagonisten der fiktiven Handlung des Buches sind den historischen Personen Friedrich Nietzsche und Josef Breuer nachgebildet, die der Autor im Wien des Jahres 1882 zusammentreffen lässt. Historisch verbürgte Nebenpersonen der Handlung sind Sigmund Freud, der mit Breuer befreundet war, und Lou Andreas-Salomé. Weitere Personen, die nur durch ihren Bezug zu den Hauptpersonen Bedeutung in der Handlung haben, sind Breuers Patientin Bertha Pappenheim, der Philosoph Paul Rée und Nietzsches Schwester Elisabeth Förster-Nietzsche.

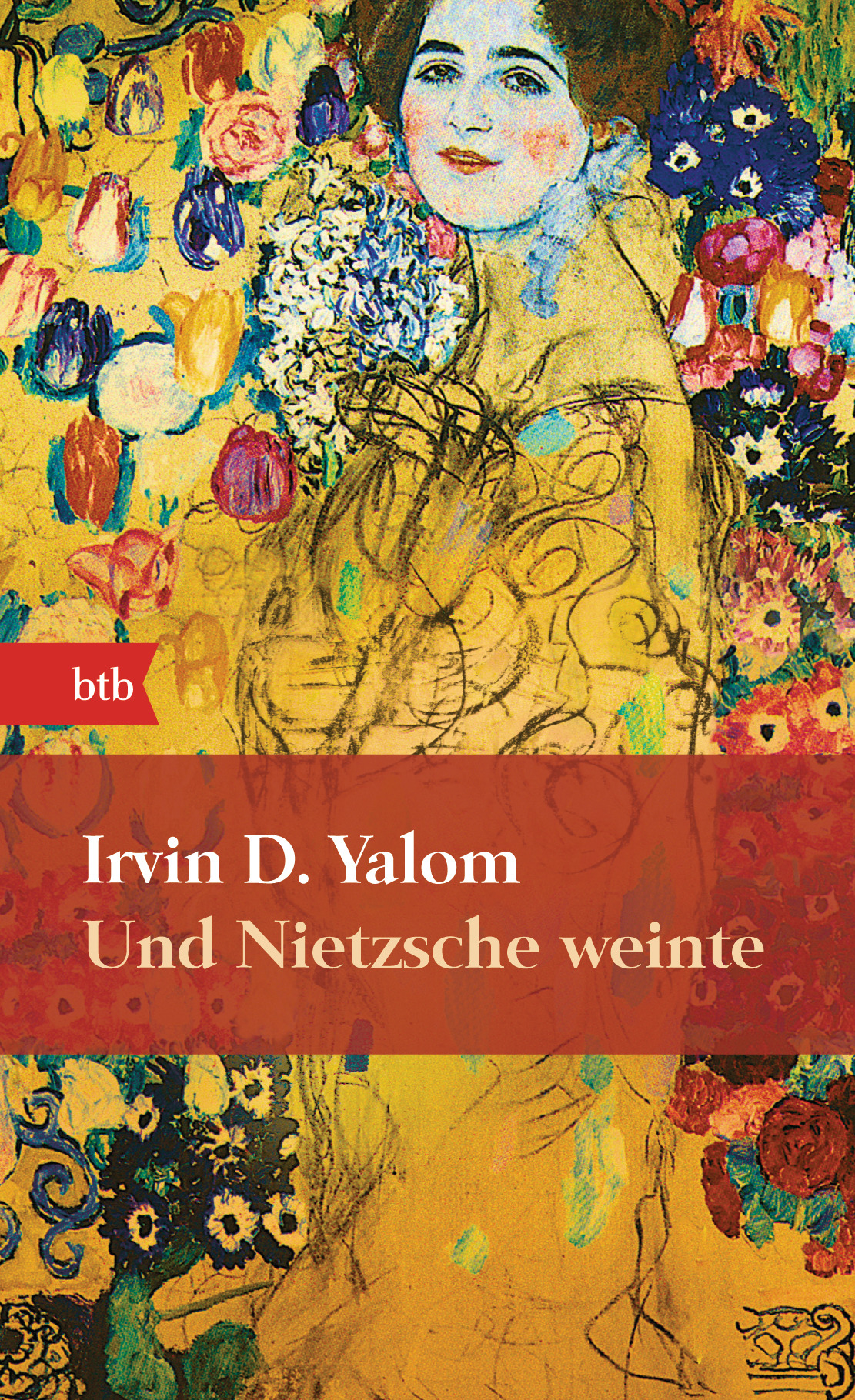
Buchdeckel

## Handlung
Die Freundin Nietzsches und Bewunderin seines Werkes, Lou Andreas-Salomé, ist mit Nietzsche und dem Philosophen Paul Rée durch eine jeweils unterschiedlich verstandene Dreiecksbeziehung verbunden. Die selbstbewusste junge Frau hat von einer neuen Behandlungsmethode des angesehenen Wiener Arztes Josef Breuer zur Heilung von „Seelenleiden“ gehört und will ihn dafür gewinnen, unter dem Vorwand der Therapierung von Nietzsches körperlichen Gebrechen dessen seelische Leiden zu behandeln. Fasziniert von Salomés Person, willigt Breuer nach anfänglichem Widerstand in den seltsamen Pakt ein und beginnt die Behandlung, nachdem Nietzsche überredet werden konnte, nach Wien zu kommen.
Wegen regelmäßiger lähmender Anfälle von starken Kopfschmerzen ist Nietzsche ein rastlos Reisender geworden, ständig auf der Suche nach klimatischen Bedingungen, die ihm ein normales Leben und Arbeiten ermöglichen. Alle vierundzwanzig Ärzte, die er bislang konsultiert hatte, konnten sein Leiden nicht lindern. Breuer, beeindruckt von der langen Referenzliste, glaubt zunächst nicht daran, dass er dem eigenbrötlerischen Patienten würde helfen können. Tatsächlich scheitern Versuche der Erstellung eines Handlungskonzeptes und Nietzsche verabschiedet sich unverrichteter Dinge am Vorabend seiner Abreise. Nach einem in der Nacht einsetzenden akuten Migräneanfall gelingt es dem herbeigerufenen Breuer jedoch, den Philosophen dazu zu überreden, sich in eine Wiener Klinik einweisen zu lassen. Hierfür greift er zu einem Trick: Er lässt ihn glauben, er selbst, Breuer, brauche Hilfe, und Nietzsche könne ihm aus seiner Sinnkrise helfen. Im Verlauf der philosophischen Gespräche, die die beiden nun täglich führen, gerät Breuer zunehmend in die Rolle des Behandelten, da er sich durch Nietzsches unerbittlichen Sinn für die Wahrheit des wahren Ausmaßes der Unzufriedenheit mit seinem Leben bewusst wird. Er gesteht ihm nicht nur seine Eheprobleme, sondern auch seine Obsession für seine ehemalige Patientin Bertha Pappenheim, die er durch das Pseudonym Anna O. schützt. Durch seine Offenheit glaubt er, Nietzsche allmählich so weit zu bringen, über seine Dreiecksbeziehung zu Lou Salomé und Paul Rée zu sprechen. Sein Patient gibt sich jedoch keine Blöße. Nietzsches radikale Abkehr von jeder Selbsttäuschung und Schwäche und seine absolute Freiheitsliebe haben ihn in ein persönliches Dilemma aus Einsamkeit und Verzweiflung geführt, aus dem Breuer ihm nicht heraushelfen kann.
Breuer seinerseits leidet unter dem genauen Gegenteil: Als bekannter jüdischer Arzt ist er fest eingebettet in die sozialen Strukturen seiner Zeit und seines Milieus. In seinem wiederkehrenden Traum, den Nietzsche richtig deutet, sieht er sich am Ende seiner persönlichen Verwirklichung und Entwicklungsmöglichkeiten mit der Angst vor dem Tod konfrontiert. Seine Familie empfindet er als Last. Zu seiner Frau Mathilde hat er jeden emotionalen Zugang verloren. Nietzsche legt ihm nahe, die Freiheit zurückzuerobern.
Der Höhepunkt der Handlung ist der Ausbruch Breuers aus seinem bürgerlichen Leben: Nachdem er von seiner Frau und seiner Familie Abschied genommen hat, verlässt er Wien, gibt seine Arztpraxis und seine gesellschaftliche Position auf und reist nach Konstanz, um Bertha Pappenheim wiederzusehen. In der Binswanger-Klinik beobachtet er, wie sie sich gegenüber ihrem neuen Arzt ebenso provokativ verhält wie zu ihm früher. Dies hilft ihm, sich von ihr zu lösen. Er reist zurück nach Wien und besucht seine ehemalige Assistentin, die er ebenfalls auf Drängen seiner Frau hatte entlassen müssen. Indem ihm bewusst wird, dass Eva in der Zwischenzeit ein neues Leben aufgebaut hat, kann er sich von den Schuldgefühlen befreien, die er ihr gegenüber hatte. Frei und gestärkt kehrt er zu seiner Gattin Mathilde zurück. Nietzsche hat ihn gelehrt, seine Existenz bewusst zu wählen. Der Leser erfährt erst im Nachhinein, dass Breuer seine befreienden Besuche bei Bertha und Eva nicht wirklich vorgenommen, sondern unter Hypnose durchgespielt hatte, unter Leitung seines jüngeren Freundes und Kollegen Sigmund Freud.
Am Ende nimmt Breuer sein Leben an und kehrt zu seiner Familie und in sein soziales Umfeld zurück, während Nietzsche allein bleibt, um sich der Niederschrift seines Werkes Also sprach Zarathustra zuzuwenden. Aber auch Nietzsche hat von dieser Begegnung Einsichten in den Wert zwischenmenschlicher Zuwendung gewonnen, was ihm hilft, seine emotionale Blockade weinend zu lösen.

## Bedeutung
In die fiktive Handlung sind einige wenige Zitate aus Nietzsches Werk und Wirken eingewoben: „Werde, der Du bist!“, „Man liebt zuletzt seine Begierde und nicht das Begehrte“, „Die Hoffnung ist das übelste Übel, weil sie die Qual der Menschen verlängert“ und „Ein sicheres Leben ist gefährlich!“ Diese Zitate verwendet Yalom einerseits, um die Person Nietzsches psychologisch zu interpretieren, andererseits, um die grundsätzlichen Gegensätze, aber auch die Gemeinsamkeiten zwischen den beiden Hauptpersonen und letztlich die Persönlichkeitsanteile, die in jedem Menschen unterschiedlich stark miteinander ringen, thematisch zu fixieren.

## Personen
- Josef Breuer ist ein in Wien praktizierender Arzt, der einwilligt, Nietzsches seelische Leiden ohne dessen Wissen unter einem Vorwand zu behandeln.
- Friedrich Nietzsche, ein Philosoph, dessen unerbittliche Suche nach Wahrheit und die Abkehr von Selbsttäuschung und Schwäche in ein persönliches Dilemma aus Einsamkeit und Verzweiflung geführt hat.
- Sigmund Freud, der später der Begründer der Psychoanalyse werden soll, ist Vertrauter und Freund seines Mentors und Förderers Breuer.
- Lou Andreas-Salomé verbindet mit Nietzsche und dem Philosophen Paul Rée eine komplexe Dreiecksbeziehung, die insbesondere von Nietzsche und Salomé unterschiedlich aufgefasst wird. Sie überredet Breuer zu der Verschwörung, um Nietzsche zu behandeln.
- Bertha Pappenheim ist eine Patientin Breuers, durch deren Fall Lou Salomé von Breuers Behandlungsmethode (die sog. „Redekur“) erfahren hat, und zu der Breuer eine nicht ausgelebte, an Obsession grenzende Beziehung entwickelt hat.

## Verfilmung
- Und Nietzsche weinte (2007)